# Arcibiskupský exarchát Oděsa
Arcibiskupský exarchát Oděsa je exarchát ukrajinské řeckokatolické církve nacházející se na Ukrajině.

## Území
Exarchát zahrnuje chersonskou oblast, kirovohradskou oblast, mykolajivskou oblast a oblast Oděsy.
Exarchátním sídlem je město Oděsa, kde se také nachází hlavní chrám - katedrála Narození Bohorodičky.
Rozděluje se do 70 farností. K roku 2015 měl 3 262 věřících, 15 exarchátních kněží, 12 řeholních kněží, 1 trvalého jáhna, 14 řeholníků a 6 řeholnic.

## Historie
Exarchát byl zřízen 28. července 2003 se jménem Oděsa–Krym, a to z části území arcibiskupského exarchátu Kyjev–Vyžhorod.
Dne 13. února 2014 byl exarchát přejmenován na Oděsa a z části území byl vytvořen arcibiskupský exarchát Krym.

## Seznam arcibiskupských exarchů
- Vasyl Ivasjuk (2003-2014)
- Mychaylo Bubnij, C.SS.R. (od 2014)